# Alain Coninx
Alain Coninx (Vliermaal, 19 juli 1948) is een Vlaams televisiepresentator. Zijn zoon, Tom, is eveneens televisiepresentator.

## Biografie
Hij studeerde regentaat Moderne talen en werd leerkracht. In 1972 begon hij als zondagsmedewerker op de radiosportredactie bij Jan Wauters. Hij werkte ook een tijd voor Sportmagazine.
In 1980 slaagde hij voor het sportjournalistenexamen van de toenmalige BRT en ging hij voor de televisie werken. Hij was verslaggever en commentator op voetbal-WK's en bij de Olympische Spelen.
In 1990 maakte Alain de overstap naar de redactie van Panorama. Drie jaar later stampte hij samen met Dirk Tieleman en Dirk Sterckx het duidingsprogramma Terzake uit de grond. Hij bleef er tien jaar werken als eindredacteur en presentator.
Van 6 september 2003 tot januari 2004 werd iedere zaterdag het programma Coninx en Van Wijck uitgezonden, dat hij samen met Frieda Van Wijck presenteerde. Van 2005 tot 2008 presenteerde hij op zondag - met wisselende copresentatoren - het programma De zevende dag. Tussen 2008 en 2010 deed hij enkel nog de eindredactie, de sportrubriek en de culinaire rubriek. Sinds 2010 werkt hij niet langer vast voor dit programma, maar hij kwam er nog sporadisch met culinaire berichten.
In 2012 werd Coninx persverantwoordelijke voor voetbalclub Sint-Truidense VV (STVV).